# Diecezja Zachodniej Pensylwanii
Diecezja Zachodniej Pensylwanii – jedna z 11 terytorialnych jednostek administracyjnych Kościoła Prawosławnego w Ameryce, z siedzibą w Pittsburghu. Działa na terenie 3 stanów USA: Ohio, Pensylwanii i Wirginii Zachodniej.

Zasięg terytorialny diecezji

Katedrą diecezji jest sobór św. Aleksandra Newskiego w Pittsburghu, zaś ordynariuszem – arcybiskup Pittsburgha i Zachodniej Pensylwanii Melchizedek (Pleska).
Diecezja dzieli się na trzy dekanaty:
- Dekanat Południowo-Zachodni (14 parafii),
- Dekanat Północno-Zachodni (12 parafii),
- Dekanat Wschodni (18 parafii).

Parafia katedralna (św. Aleksandra Newskiego w Pittsburghu) nie przynależy do żadnego z dekanatów.